# Edward Asahel Birge
Edward Asahel Birge (Troy, 7 settembre 1851 – Madison, 9 giugno 1950) è stato un docente statunitense, presso l'Università del Wisconsin-Madison.
Fu uno dei pionieri dello studio della limnologia e prestò servizio come presidente ad interim dell'università dal 1900 al 1903 e come presidente dal 1918 al 1925.

## Biografia
Birge è nato a Troy, New York. Ha conseguito una laurea presso il Williams College nel 1873. Si è trasferito all'Università di Harvard, dove ha studiato con Louis Agassiz e gli è stato conferito un dottorato di ricerca in zoologia nel 1878. Mentre stava ancora completando il suo dottorato, Birge fu nominato docente di storia naturale presso l'Università del Wisconsin-Madison nel 1875, per poi diventarne successivamente preside nel 1891.
Birge divenne noto come scienziato e amministratore, lavorando come direttore del Wisconsin Geological and Natural History Survey durante la presidenza di Charles Kendall Adams, diventando il suo vice non ufficiale.
Nel 1900 il presidente Adams si ammalò e lasciò l'università. L'incarico che venne affidato ad interim a Birge, il quale, favorito da William F. Vilas, sperava di essere nominato permanentemente alla carica, che fu ceduta da Robert M. La Follette a favore di Charles R. Van Hise nel 1903, dopo una battaglia nel consiglio di amministrazione tra i reggenti universitari. Birge rimase preside del College of Arts and Sciences.
Charles R. Van Hise morì inaspettatamente nel 1918 e Birge fu nuovamente invitato a ricoprire la carica di presidente dell'università. Questa volta fu formalmente nominato come tale ricoprì il ruolo  fino al 1925. Fu considerato un amministratore efficiente ma criticato in seguito per aver rifiutato di apportare modifiche sostanziali all'università per adattarsi all'aumento degli studenti in seguito alla prima guerra mondiale.
Dal 1921 al 1922, Birge si impegnò in un dibattito costante con William Jennings Bryan, che considerava l'evoluzione un'eresia e in diversi discorsi lo etichettò come ateo. Birge, riconosciuto come un congregazionalista che aveva tenuto corsi biblici per gran parte della sua vita professionale, scrisse un opuscolo in difesa dell'evoluzione sostenuta dalla Bibbia.
Birge e il suo stretto collaboratore Chancey Juday furono pionieri della limnologia nordamericana (lo studio delle acque interne, come fiumi e laghi). Insieme fondarono un'influente scuola di limnologia sul lago Mendota, come parte dell'Università del Wisconsin. È stato assistito dalla studentessa universitaria Wilhelmine Key. Birge si ritirò dall'amministrazione nel 1925 ma continuò la sua ricerca limnologica fino all'inizio degli anni Quaranta, principalmente in collaborazione con Juday. Nel 1950 condivise con Juday la Medaglia Einar Naumann dell'Associazione Internazionale di Limnologia.